# Günther Picker
Günther Picker (* 30. November 1944; † 28. Juni 2022) war ein deutscher Manager, Autor und Honorarprofessor.

## Leben
Picker wurde in Ostfriesland geboren und zog mit seiner Familie nach dem Krieg nach Starnberg. Er studierte und promovierte in Rechtswissenschaft. Nach seinem Studium begann er 1971 als Syndikus bei der Deutsche Spar- und Kreditbank in München.
Ab 1975 war er bis 1985 stellvertretender Geschäftsführer und seitdem geschäftsführendes Vorstandsmitglied des Bayerischen Bankenverbandes, sowie zeitweilig Vorstandsmitglied der Vereinigung der Bayerischen Wirtschaft. Er ging 2011 in den Ruhestand.
Außerdem veröffentlichte Picker einige Bücher zu Kunst- und Antiquitätenrecht und war als Honorarprofessor an der Akademie der Bildenden Künste Nürnberg tätig. Auch wurde er 2008 für die „Wählergemeinschaft pro Starnberg“ (WPS) in den Stadtrat von Starnberg gewählt und war ab 2009 deren Vorsitzender. Beide Ämter legte er 2020 aus gesundheitlichen Gründen nieder. In seiner Zeit in der Kommunalpolitik setzte er sich etwa gegen einen B2-Tunnel und für eine Ortsumgehung ein.
Picker war 50 Jahre lang verheiratet und hatte vier Kinder.

## Auszeichnungen
- 1995: Bundesverdienstkreuz 1. Klasse für besondere Leistungen in der bayerischen Wirtschaft
- Bayerischer Verdienstorden
- Staatsmedaille[3]

## Werke
- Kunst kaufen ohne verkauft zu werden. Schwartz, München 1979.
- Antiquitäten – Kunstgegenstände. Dtv Verlagsgesellschaft, München 1983, ISBN 978-3-423-05242-9. (2. erweiterte Auflage 1988)
- Praxis des Kunstrechts. Bruckmann Verlag, München 1990, ISBN 978-3-7654-2265-2.
- Der Fall Kujau. Chronik eines Fälschungsskandals. Ullstein Verlag, Berlin 1992, ISBN 978-3-548-34993-0.
- Fälscher, Diebe und Betrüger. Die Kehrseite des Kunst- und Antiquitätenmarkts. Bruckmann Verlag, München 1994, ISBN 978-3-7654-2657-5.
- Baumfrevler. Eine Fallstudie im Dickicht der Verwaltung. Turmschreiber Verlag, 1995, ISBN 978-3-930156-34-4.
- Antiquitäten und Kunstgegenstände. Alles über Recht, Steuern, Versicherung. Battenberg, Augsburg 1996, ISBN 978-3-89441-325-5.
- Kunstgegenstände und Antiquitäten: Kauf, Recht, Steuern, Versicherungen. Stiebner Verlag, München 2000, ISBN 978-3-8307-0167-5.